# Hans Rock
Der Hans Rock ist ein isolierter und vom Meer überspülter Klippenfelsen vor der Ingrid-Christensen-Küste des ostantarktischen Prinzessin-Elisabeth-Lands. Er liegt 5 km nördlich von Magnetic Island vor den Vestfoldbergen in der Prydz Bay.
Das Forschungsschiff Kista Dan lief hier am 29. Januar 1955 auf. Das Antarctic Names Committee of Australia benannte den Felsen 1961 nach Hans Christian Petersen, dem Kapitän des Schiffs.